# Карвосекі-Холевиці
Карвосекі-Холевиці (пол. Karwosieki-Cholewice) — село в Польщі, у гміні Брудзень-Дужий Плоцького повіту Мазовецького воєводства. Населення — 192 особи (2011).
У 1975-1998 роках село належало до Плоцького воєводства.

## Демографія
Демографічна структура станом на 31 березня 2011 року:
|          | Загалом | Допрацездатний вік | Працездатний вік | Постпрацездатний вік |
| -------- | ------- | ------------------ | ---------------- | -------------------- |
| Чоловіки | 97      | 11                 | 74               | 12                   |
| Жінки    | 95      | 21                 | 43               | 31                   |
| Разом    | 192     | 32                 | 117              | 43                   |